# Gullhorn
Gullhorn, Calocera viscosa, även kallad klibbfingersvamp eller hjorthornssvamp, är en guldgul till orangefärgad svamp som blir 5–10 centimeter hög. Den smakar eller luktar inte mycket. Dess fingerlika förgreningar gör att den kan tas för en fingersvamp, men gullhornet tillhör klassen Dacrymycetes (och inte Agaricomycetes som familjen fingersvampar). Den lever saprotroft och finns därför på eller nära murkna grenar eller barrträdsstubbar. Svampen är fast i torka men blir klibbig och hal efter regn. Gullhornet har fruktkroppar framförallt under september och oktober.
Det vetenskapliga namnet Calocera viscosa kommer av grekiska kalos, vacker och keras, horn samt latin viscosus som betyder klibbig.